# Chiesa di San Martino (Este)
La chiesa di San Martino è un edificio religioso di Este, in provincia e diocesi di Padova; è sussidiaria della basilica di Santa Maria delle Grazie e fa parte del vicariato di Este.
Risalente almeno all'XI secolo, è la chiesa più antica della città. 

## Storia
I primi documenti che attestano l'esistenza della chiesa risalgono agli inizi del XI secolo, ma è possibile che un edificio più antico esistesse in epoca precedente. Il fatto che sia dedicata a San Martino di Tours, vescovo vissuto nel IV secolo, secondo alcuni studiosi suggerirebbe la fondazione della chiesa già in epoca longobarda o carolingia. Una antica annotazione presente in un codice conservato nell'archivio della Magnifica Comunità di Este riporta la frase "a Longobardis Ecclesia divi Martini constructa fuit", traducibile come "la chiesa di San Martino fu edificata dai Longobardi".
Una lapide murata nella parete nord del campanile indica che la torre campanaria e l'abside, le strutture più antiche tra quelle dell'edificio oggi esistente, sono state ricostruite nel 1293.
La chiesa ha subito alcuni rimaneggiamenti nel corso del secoli, senza comunque stravolgere l'originale struttura di epoca medievale. In particolare l'abside è stato ampliato alla fine del XIII - inizi del XIV secolo inglobando una attigua cappella dedicata a San Lorenzo, mentre nel XVII secolo la facciata è stata spostata verso ovest allungando il corpo centrale di circa 4 metri, è stato inglobato il campanile e l'interno è stato diviso in tre navate.
Nel XIX e XX secolo sono stati eseguiti alcuni interventi di restauro. In particolare nel 1940-1941 sono stati rimossi un edificio e un deposito di legname addossati alla struttura, e il pavimento interno è stato ricostruito durante i restauri del 1987-1997.
Fino al 1771 la chiesa di San Martino è stata sede di una parrocchia, mentre a partire dal 1 giugno di quell'anno la sede parrocchiale è stata spostata nella vicina Basilica di Santa Maria delle Grazie.

## Descrizione

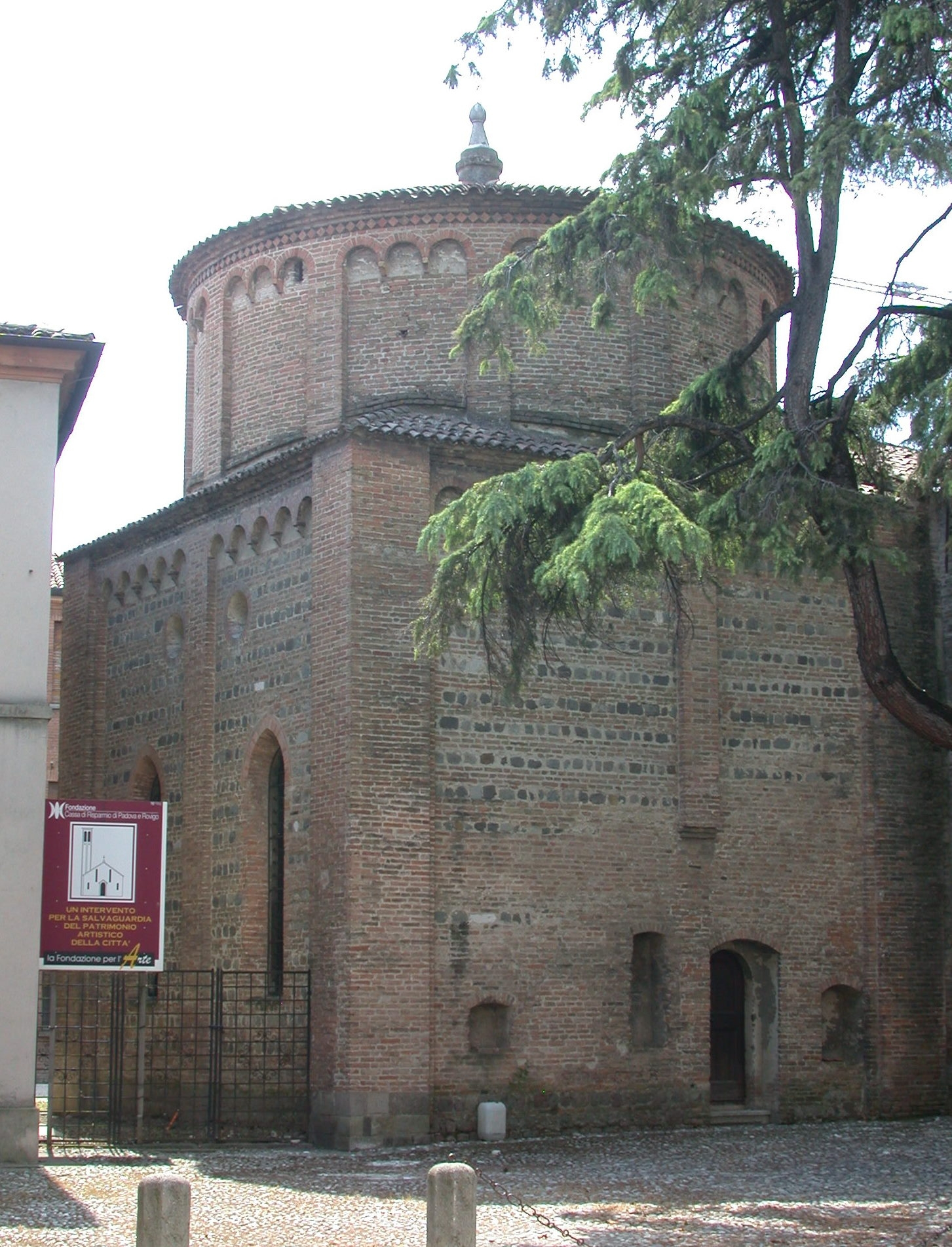
Il retro della chiesa

La chiesa si trova nel centro storico di Este a pochi passi da Piazza Maggiore ed è costeggiata da Via Principe Umberto. 

L'abside, la parte più antica dell'edificio insieme al campanile, ha una forma cubica sormontata da un tiburio cilindro che protegge la cupola semisferica, al cui interno è possibile vedere frammenti di una decorazione a cielo stellato.
Il campanile, inglobato all'interno della pianta dell'edificio, è di stile romanico e con l'abside è la struttura più antica della chiesa. Una lapide murata in una delle sue pareti ne data la costruzione al 1293. La torre è alta circa 23 metri ed è caratterizzata da una forte pendenza, già esistente almeno dal XV secolo, che non ne compromette però la stabilità.
La facciata a capanna, in stile romanico, è probabilmente successiva all'abside e al campanile. È caratterizzata da una forma semplice e priva di decorazioni, che suggerisce che sia stata realizzata in fretta o in un periodo di minore disponibilità economica.
L'interno, modificato nel XVII secolo, è diviso in tre navate separate da colonne in muratura intonacata ed è sormontato da una copertura a capriate lignee. In fondo alla navata centrale, sotto la cupola semisferica, si trova il presbiterio con l'altare maggiore realizzato in marmo di Carrara dallo scultore Antonio Bonazza tra il 1741 e il 1743. L'altare, restaurato nel 1998, è caratterizzato da un tabernacolo eucaristico in marmo posto tra due sculture sempre in marmo raffiguranti degli angeli.
In origine probabilmente la parete interna dell'abside era affrescata, ma la decorazione originale è andata perduta. Invece è ancora possibile vedere un affresco della crocifissione di Cristo di ispirazione giottesca realizzato alla metà del XIV secolo nella cappella di San Lorenzo lungo la navata destra. Nella navata sinistra, tra il campanile e l'ingresso laterale, si trova invece un altare cinquecentesco fatto costruire dalla famiglia Rota, originariamente dedicato a Santo Stefano.